# Xanthamphiura
Xanthamphiura is een geslacht van uitgestorven slangsterren uit de familie Amphiuridae. Vertegenwoordigers van dit geslacht zijn slechts als fossiel bekend.

## Soorten
- Xanthamphiura hauteriviensis Hess, 1970 †